# Piabucina aureoguttata
Piabucina aureoguttata är en fiskart som beskrevs av Fowler, 1911. Piabucina aureoguttata ingår i släktet Piabucina och familjen Lebiasinidae. Inga underarter finns listade i Catalogue of Life.